# Пауки-гнафозиды
Пауки-гнафозиды (лат. Gnaphosidae) — семейство аранеоморфных пауков.

## Описание
Это небольшие и очень крупные пауки с крепким телосложением. Их тело чаще покрыто бархатистыми волосками. Имеются также пёстро окрашенные виды. Это охотники, активные преимущественно ночью. Они не строят ловчих сетей. В течение дня они прячутся в своих гнёздах под камнями или листьями.

## Классификация
В целом семейство насчитывает во всём мире 1975 видов, объединяемых в 116 родов .

### Некоторые роды
- Berlandina
- Callilepis
- Drassodes
- Echemus
- Gnaphosa
- Haplodrassus
- Marusik
- Micaria
- Parasyrisca
  - Parasyrisca polchaninovae
- Poecilochroa
- Phaeocedus
- Scotophaeus
- Xizangiana
  - Xizangiana plankton
- Zelotes